# Gabelschwanzkolibri
Der Gabelschwanzkolibri (Eupetomena macroura), Blauer Gabelschwanzkolibri oder Schwalbenkolibri, auch Breitschwingenkolibri oder Schwalbenschwanzkolibri genannt, ist ein in Südamerika beheimateter Vogel aus der Familie der Kolibris (Trochilidae) und die einzige Art der somit monotypischen Gattung Eupetomena.

## Merkmale
Gabelschwanzkolibris werden etwa 15 bis 17 cm groß, wobei die Flügel 7,8 cm, der tiefgegabelte Schwanz 90 mm und der Schnabel 21 mm lang sind. Der Kopf, Hals und die Brust sind dunkelviolettblau. Der Rücken, die Unterseite und die Flügeldecken glänzen dunkelgrün. Einige der Oberschwanzdecken sind dunkelweinrot gefärbt, während der Schwanz und die Unterschwanzdecken stahlblau sind. Die Flügel schimmern schwärzlichpurpurn. Schnabel und Füße sind schwarz. Die Weibchen sind etwas matter gefärbt und etwas kleiner. Während die Männchen ca. 8 g wiegen, sind die Weibchen mit ca. 6 g etwas leichter.
Jungvögel haben braune Federsäume an Kopf und Hinterrücken.

## Nahrung
Die Nahrung der Tiere besteht aus dem Nektar von Pflanzen sowie aus kleinen Insekten.

## Verbreitung und Lebensraum

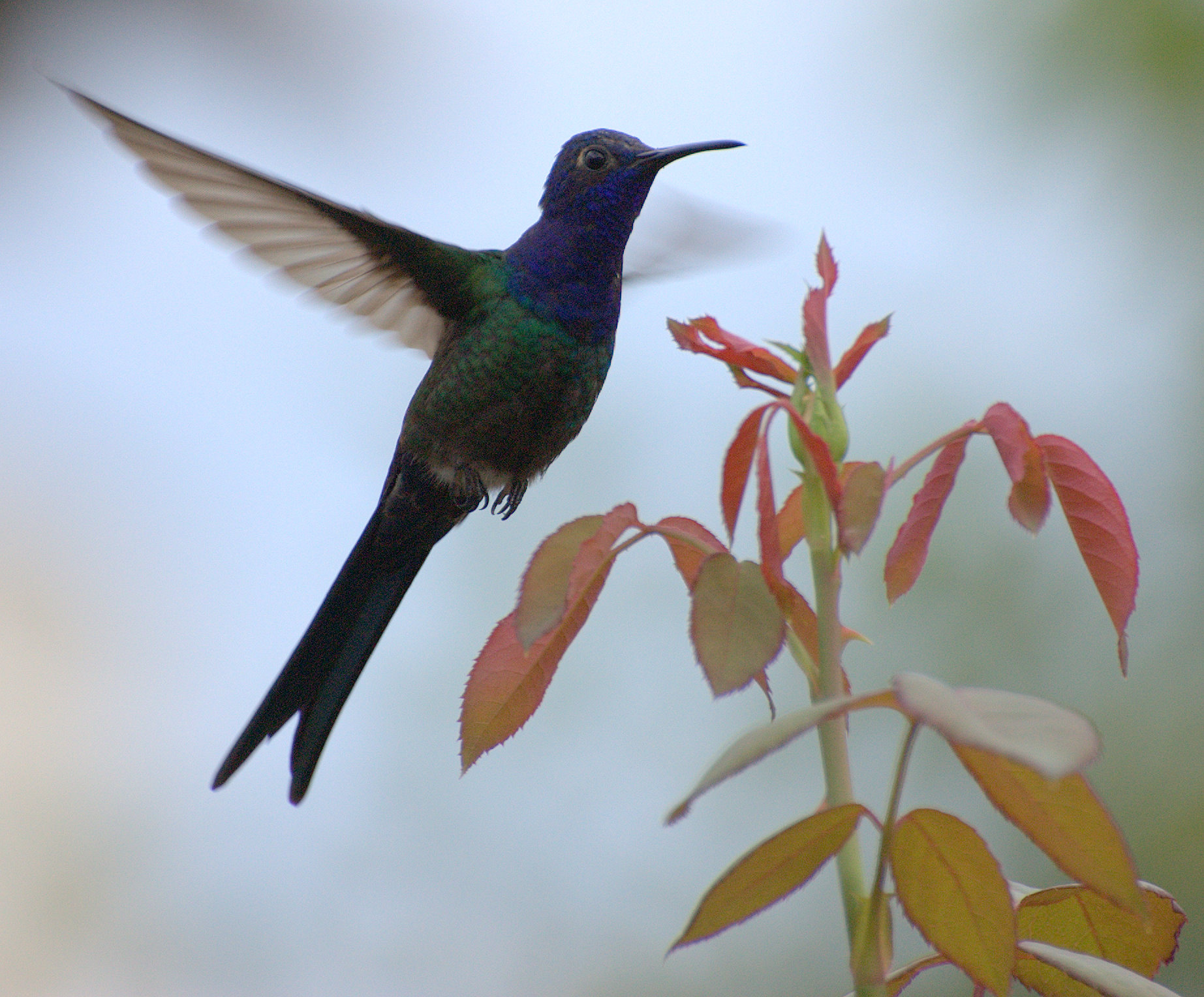
Ein Gabelschwanzkolibri im Flug

Sie kommen in offenem lockeren Buschwerk und von Bäumen bewachsenen Campgebieten vor. Außerdem findet man sie in den Cerrados Brasiliens. Er gilt unter Brasilianern als bekannteste Art der Kolibris, da er häufig in Gärten nach Nahrung sucht.

## Fortpflanzung
Die napfförmigen Nester bauen sie im Astwerk und in Astgabeln. Sie bestehen hauptsächlich aus verschiedenen Flugsamen und Baumwatte. Die Außenwände sind mit Moos und Flechten verziert, die mit Spinnfäden fest umsponnen sind. Der Bau erfolgt in ca. 1,5 bis 3 Meter Höhe, kann aber auch bis 12 Meter reichen. Die Brutdauer beträgt 16 Tage, wobei der Nachwuchs ca. 25 Tage Nesthocker ist.

## Unterarten

Verbreitung des Gabelschwanzkolibris

Von der Art sind bisher fünf Unterarten bekannt.
- Eupetomena macroura macroura (Gmelin, JF, 1788)[5] – Die Nominatform kommt in den the Guyanas, in Norden, Zentralen und Südosten Brasiliens, sowie in Paraguay vor.
- Eupetomena macroura simoni Hellmayr, 1929[6] – Diese Unterart ist im Nordosten Brasiliens verbreitet.
- Eupetomena macroura cyanoviridis Grantsau, 1988[7] – Diese Subspezies ist im Südosten Brasiliens verbreitet.
- Eupetomena macroura hirundo Gould, 1875.[8] Diese Unterart kommt im Osten Perus vor.
- Eupetomena macroura boliviana Zimmer, JT, 1950[9] – Diese Subspezies findet man im Nordwesten Boliviens vor.

## Etymologie und Forschungsgeschichte
Johann Friedrich Gmelin beschrieb den Kolibri unter dem Namen Trochilus macrourus. Es war John Gould, der ihn in seiner Lieferungen 6 seiner Kolibritafeln 1853 in der neuen Gattung Eupetomena einordnete. Dieser Name ist griechischen Ursprungs und setzt sich aus den Worten »eu ευ« für »fein, gut« und »petomenos, petomai πετομενος, πετομαι« für »fliegend, fliegen« zusammen. Auch das Artepitheton »macroura« ist ein griechisches Gebilde aus »makros μακρος« für »lang« und »-ouros -ουρος« für »-schwänzig«. »Simoni« ist Eugène Simon gewidmet, der als Erster versuchte diese Art in Unterarten aufzuteilen. »Cyanoviridis« ist eine lateinische Wortkombination aus »cyaneus« für »dunkelblau« und »viridis« für »grün«. »Hirundo« ist das lateinische Wort für »Schwalbe«. »Boliviana« steht für das Land »Bolivien«. Lange waren die Sammelexemplare von Emil Weiske (1867–1950) und Berthold Krüger im Departamento Concepción die einzigen bekannten Exponate der Art in Paraguay. So gelang es erst Hans Krieg (1888–1970), Erwin Lindner (1888–1988) und Michael Mathias Kiefer (1902–1980) bei der „1. Gran-Chaco-Expedition“ von 1915 bis 1927 und der „2. Gran-Chaco-Expedition“ von 1931 bis 1933 weitere Nachweise für Paraguay zu erbringen.